# Parastasia cingala
Parastasia cingala är en skalbaggsart som beskrevs av Gilbert John Arrow 1899. Parastasia cingala ingår i släktet Parastasia och familjen Rutelidae. Inga underarter finns listade i Catalogue of Life.